# Flounder's Flying Fish Coaster
Flounder's Flying Fish Coaster is een stalen achtbaan in het attractiepark Tokyo DisneySea in het Tokyo Disney Resort in Urayasu en werd geopend op 4 september 2001, tezamen met de rest van het park.

## Beschrijving
De attractie is gethematiseerd naar figuren uit de film De kleine zeemeermin. De twee treinen op het parcours zijn vormgegeven naar vliegende vissen, waarbij elk karretje een aparte vis voorstelt. De geelkleurige karretjes leggen een rustig parcours af over een turkooiskleurige baan. De attractie bevindt zich in een rotsachtige omgeving, waarbij her en der cartooneske zeesterren op de rotsen liggen.
De attractie is te vinden in het parkdeel Mermaid Lagoon.